# Železniční trať Vraňany – Lužec nad Vltavou

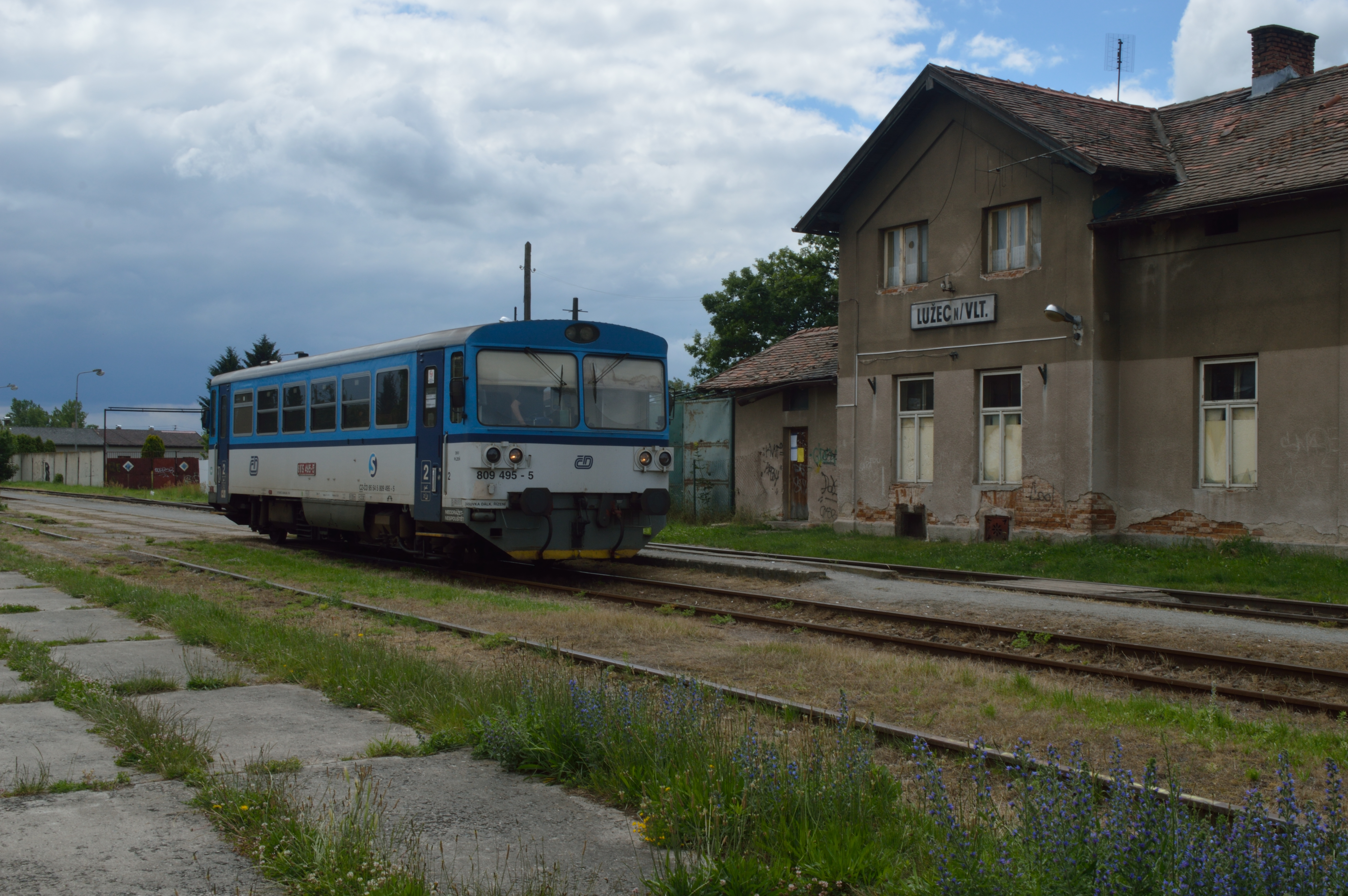
Motorový vůz 809.495 na původním nádraží v Lužci nad Vltavou (2015)

Železniční trať Vraňany – Lužec nad Vltavou (v jízdním řádu pro cestující označená číslem 094) je jednokolejná regionální trať vedoucí z Vraňan do obce Lužec nad Vltavou. Provoz nákladních vlaků byl zahájen v roce 1887, osobních vlaků v roce 1929. Nachází se zde jediný funkční zvedací most na české železniční síti.

## Rekonstrukce a zastavení osobní dopravy (2019–2021)
Mezi 1. listopadem 2019 a 30. červnem 2020 byl během osmiměsíční výluky vybudován zvedací most přes Vraňansko-hořínský plavební kanál, první na české železniční síti, a vznikla nová konečná zastávka se zvýšeným nástupištěm a bezbariérovým přístupem. Zdvižné zařízení s dálkovým ovládáním z Hořína bylo zprovozněno a slavnostně předvedeno v září 2021.
Krátce poté oznámilo vedení Středočeského kraje, že z důvodu nízkého využití a vysokých nákladů bude zastavena nebo výrazně omezena osobní doprava na několika tratích po celém kraji. Na seznamu se objevila i tato trať a provoz osobních vlaků zde skončil 10. prosince 2021.

## Navazující tratě

### Vraňany
- Trať 090 Praha – Kralupy nad Vltavou – Vraňany – Ústí nad Labem – Děčín
- Trať 095/096 Vraňany – Straškov – Libochovice